# Beweging van de 26ste juli

Vlag van de Beweging van de 26ste Juli

De Beweging van de 26ste juli (Spaans: Movimiento 26 de Julio, afkorting M-26-7) was de benaming van een door Fidel Castro geleide revolutionaire organisatie ten tijde van de Cubaanse Revolutie.
De M-26-7 verwijst naar de datum 26-7-1953 waarop Castro en diens guerrilla's een aanval deden op de Moncadakazerne in Santiago de Cuba. De bedoeling was om de kazerne te veroveren, de wapens buit te maken en vervolgens de bergen in te vluchten en vandaaruit een guerrillastrijd te voeren tegen het regime van president Fulgencio Batista. De aanval op de Moncada Kazerne mislukte en velen van Castro's volgelingen vonden de dood. Castro en enkele getrouwen wisten nog te ontkomen, maar werden spoedig daarna gearresteerd en belandden in de gevangenis. Op 15 mei 1955 kwam Castro als gevolg van een algemene amnestie vrij en op 12 juni 1955 maakte hij de oprichting van de 'Beweging van de 26ste juli' bekend. Castro ging kort daarop in ballingschap in Mexico (7 juli 1955) en ontmoette daar o.a. Che Guevara. Castro werd de leider van de M-26-7.
In Mexico kochten de leden van de M-26-7 een boot. Met die boot voeren Castro en enkele M-26-7 leden naar Cuba. Op 2 december 1956 landde de boot ("Granma" genaamd) in Cuba. Slechts 12 van de 82 revolutionairen aan boord overleefden de tocht van het strand naar de jungle. Na twee jaar van guerrillastrijd werd de dictator Batista op 1 januari 1959 verjaagd en kort daarna nam Castro de hoofdstad Havana in en werd hij premier. De M-26-7 werd omgevormd tot een socialistische voorhoedepartij. In juli 1961 fuseerde de M-26-7 met het Revolutionaire Directorium van de 23ste maart tot de Geïntegreerde Revolutionaire Organisatie (Organizaciones Revolucionarias Integradas). Op 26 maart 1962 werd de ORI de Partido Unido de la Revolución Socialista de Cuba. Op 3 oktober 1965 ging de PURSC op in de Communistische Partij van Cuba o.l.v. Fidel Castro.